# Shayne Philpott
Shayne Philpott (Christchurch, 21 settembre 1965 – Christchurch, 25 giugno 2024) è stato un rugbista a 15 neozelandese, già estremo della provincia di Canterbury.

## Biografia
Shayne Philpott nacque il 21 settembre 1965 a Christchurch, nella regione di Canterbury, per la cui provincia rugbistica fu selezionato a partire dal 1986 a vent'anni; prima scelta nel ruolo di estremo davanti a Robbie Deans, rappresentò la Nuova Zelanda a VII negli Hong Kong Sevens del 1988, dove incorse nel primo di numerosi infortuni al ginocchio della sua carriera.
Recuperò in tempo per rispondere a una chiamata degli All Blacks, con i quali comunque disputò solo incontri senza cap durante il tour in Australia.
Altre due ricadute, nel 1988 e nel 1990, misero a rischio il prosieguo della sua carriera internazionale; per essere idoneo alla chiamata, si fece applicare una placca metallica a un braccio rotto; fu quindi giudicato abile alle preselezioni alla Coppa del Mondo di rugby 1991 in Inghilterra nelle quali disputò solo due incontri, gli unici suoi due test match, contro l'Italia nella fase a gironi e contro la Scozia nella finale per il terzo posto, che la Nuova Zelanda vinse.
Fino al 1995 nella formazione di Canterbury, ebbe due stagioni in Europa nel periodo di inattività del rugby nell'Emisfero Sud, nel 1990-1991 in Inghilterra al Coventry e nel 1992-1993 in Italia al Calvisano.
Nel 1995, dopo 113 presenze con Canterbury e 502 punti, nonché due Ranfurly Shield difesi, emigrò in Giappone al Toyota Verblitz, in cui rimase cinque stagioni; nel 2000, quando il ginocchio non gli permise più di giocare, smise l'attività a 35 anni.
A parte l'attività provinciale, fu legato per tutta la sua carriera in patria al Burnside, club di Christchurch affiliato alla federazione provinciale di Canterbury, del cui campionato fu vincitore nel 1992 e nel 1993, e finalista sconfitto nel 1991 e 1994.
Accompagnato, per tutta la sua carriera e anche dopo la fine dell'attività agonistica, dalla fama di non essersi meritato la convocazione negli All Blacks, tanto da essere stato inserito da una rubrica radiofonica locale in una lista di giocatori tra i più raccomandati dai loro allenatori, Philpott decise, nel 2011, di mettere polemicamente all'asta il cap datogli dalla Federazione neozelandese di rugby al fine di «darlo a qualcuno che se lo merita»; solo la reazione del pubblico che solidarizzò con lui lo convinse ad abbandonare il proposito di vendere il berretto.
Commentando il fatto, l'Otago Daily Times scrisse che «il pubblico ha riconosciuto ciò che alle freddure è sfuggito, e cioè che non esistono All Blacks scarsi, in particolare durante l'età d'oro del rugby neozelandese».